# 氷川町
氷川町（ひかわちょう）は、熊本県中部に位置する町。八代郡に属する唯一の町である。熊本県下では大部分の町が「まち」と読むが、あさぎり町・山都町とともに「まち」でなく「ちょう」と読む。

## 地理
熊本県の中央部に位置し、北西部は八代海に面する。2005年10月1日に八代郡竜北町と宮原町が合併し、発足した。八代市との境界に沿って南東から北西へ氷川が流れている。町域は全域が八代平野の一部に含まれる。

### 隣接している自治体
- 宇城市
- 八代市

### 地名
旧竜北町
- 網道（旧和鹿島村）
- 鹿島（旧和鹿島村）
- 鹿野（旧和鹿島村）
- 島地（旧和鹿島村）
- 大野（旧吉野村）
- 新田（旧吉野村）
- 高塚（旧吉野村）
- 吉本（旧吉野村）
- 河原（旧野津村）
- 野津（旧野津村）
- 若洲（1967年、干拓地より新設）

旧宮原町
- 今
- 栫
- 立神
- 早尾
- 宮原（合併時、宮原村より改称）
- 宮原栄久（合併時、宮原町より改称）
- 有佐（1955年、鏡町より編入）
- 中島（1955年、鏡町より編入）

## 歴史

### 近現代
- 1889年（明治22年）4月1日 - 町村制施行により、現在の町域にあたる八代郡宮原町・吉野村・野津村・和鹿島村が発足。
- 1954年（昭和29年）4月1日 - 吉野村・野津村・和鹿島村が新設合併し竜北村が発足。
- 1974年（昭和49年）4月1日 - 竜北村が町制施行し竜北町となる。
- 2005年（平成17年）10月1日 - 竜北町・宮原町が新設合併し氷川町が発足
- 2023年（令和5年）2月8日 - 2日間にわたり町内で大規模な断水が発生[1]。

## 行政
- 町長：藤本一臣

### 警察
- 氷川警察署 - 2017年4月2日まで

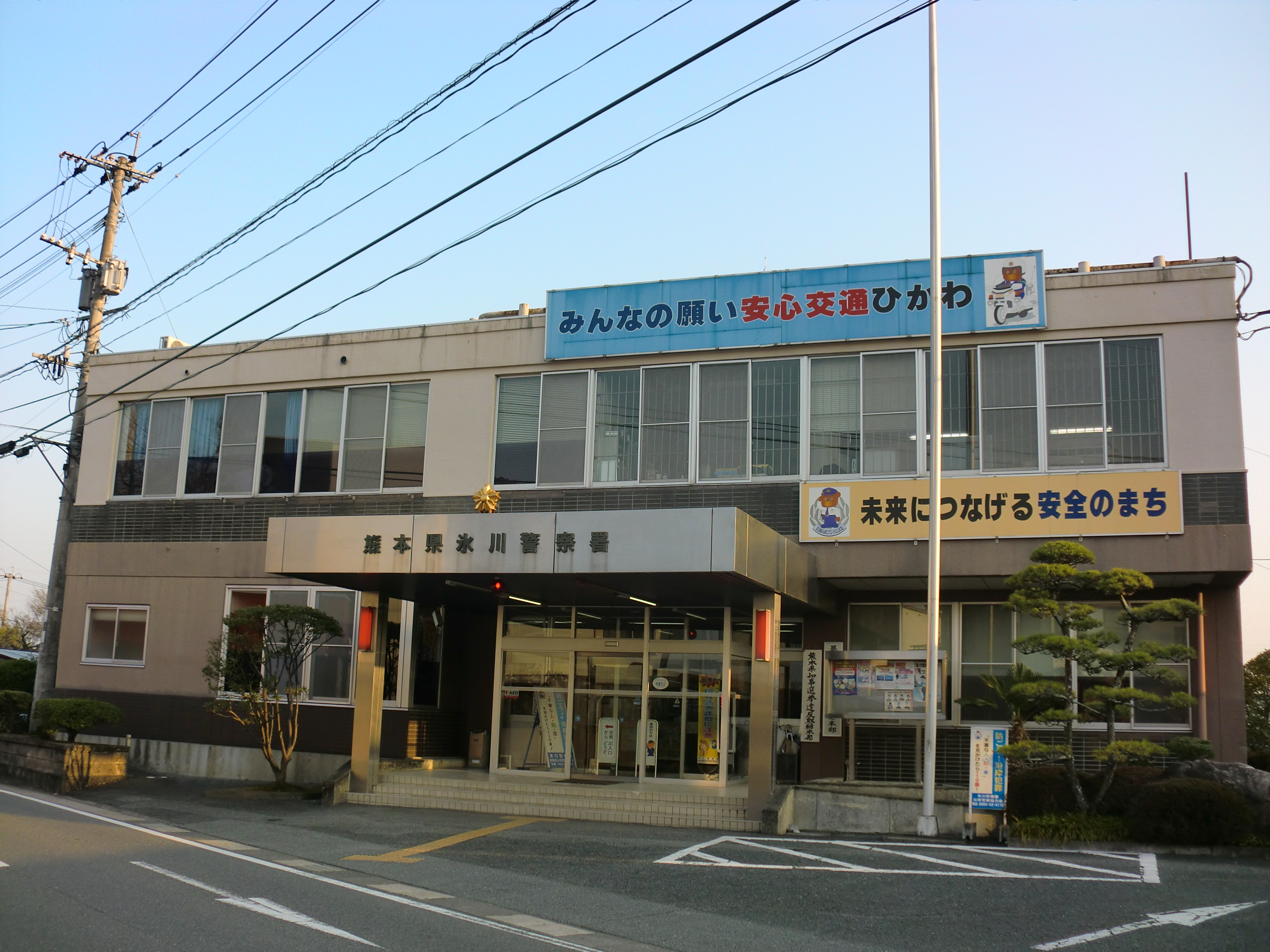
旧氷川警察署（現:氷川機動センター・氷川幹部交番）

- 八代警察署・氷川機動センター - 2017年4月3日より

## 経済

### 産業
- 主幹産業は農業で、畳表の原料であるい草、梨などの産地として知られている。
- 旧宮原町にはタウンマネージメント機関として「宮原まちづくり株式会社」がある。

## 姉妹都市・提携都市

### 国内
- 大空町（北海道網走郡）
  - 宮原町が東藻琴村と2002年7月28日提携。どちらも市町村合併により消滅したが、2006年7月9日に大空町と改めて姉妹町提携を結んだ。

## 地域

### 人口
| |                                        |  |
| 氷川町と全国の年齢別人口分布（2005年） | 氷川町の年齢・男女別人口分布（2005年） |  |
| ■紫色 ― 氷川町 ■緑色 ― 日本全国 | ■青色 ― 男性 ■赤色 ― 女性              |  |
| 氷川町（に相当する地域）の人口の推移 \| 1970年（昭和45年） \| 14,614人 \| \| \| 1975年（昭和50年） \| 14,181人 \| \| \| 1980年（昭和55年） \| 14,624人 \| \| \| 1985年（昭和60年） \| 14,798人 \| \| \| 1990年（平成2年） \| 14,646人 \| \| \| 1995年（平成7年） \| 14,287人 \| \| \| 2000年（平成12年） \| 13,725人 \| \| \| 2005年（平成17年） \| 13,232人 \| \| \| 2010年（平成22年） \| 12,715人 \| \| \| 2015年（平成27年） \| 11,994人 \| \| \| 2020年（令和2年） \| 11,094人 \| \| |                                        |  |
| 総務省統計局 国勢調査より |                                        |  |
| 1970年（昭和45年） | 14,614人                               |  |
| 1975年（昭和50年） | 14,181人                               |  |
| 1980年（昭和55年） | 14,624人                               |  |
| 1985年（昭和60年） | 14,798人                               |  |
| 1990年（平成2年） | 14,646人                               |  |
| 1995年（平成7年） | 14,287人                               |  |
| 2000年（平成12年） | 13,725人                               |  |
| 2005年（平成17年） | 13,232人                               |  |
| 2010年（平成22年） | 12,715人                               |  |
| 2015年（平成27年） | 11,994人                               |  |
| 2020年（令和2年） | 11,094人                               |  |

### 教育

#### 中学校
- 氷川町立竜北中学校
- 氷川町及び八代市中学校組合立氷川中学校

#### 小学校
- 氷川町立竜北西部小学校
- 氷川町立竜北東小学校
- 氷川町立宮原小学校

## 交通

### 鉄道
JR九州九州新幹線および鹿児島本線が当町の竜北地区を通過するが駅は無い。最寄りの鉄道駅は八代市にある鹿児島本線有佐駅。

### バス路線
太字は氷川町内の停留所

#### 一般路線バス
- 産交バス
  - 八代市中心部 - 北鹿野（旧竜北町域） - 宇城市
  - 八代市中心部 - 八代市千丁町 - 八代市鏡町 - 宮原（旧宮原町域） - 宇城市
  - 八代市中心部 - 八代市千丁町 - 八代市鏡町 - 宮原中央（旧宮原町域）
  - 八代市中心部 - 八代市千丁町 - 八代市鏡町 - 宮原中央（旧宮原町域） - 八代市東陽町

#### 高速バス
- なんぷう号（各停便のみ町内の宮原SAに停車）
  - 熊本市・益城町 - 氷川町 - 人吉市 - えびの市 - 小林市 - 都城市 - 宮崎市

### 道路

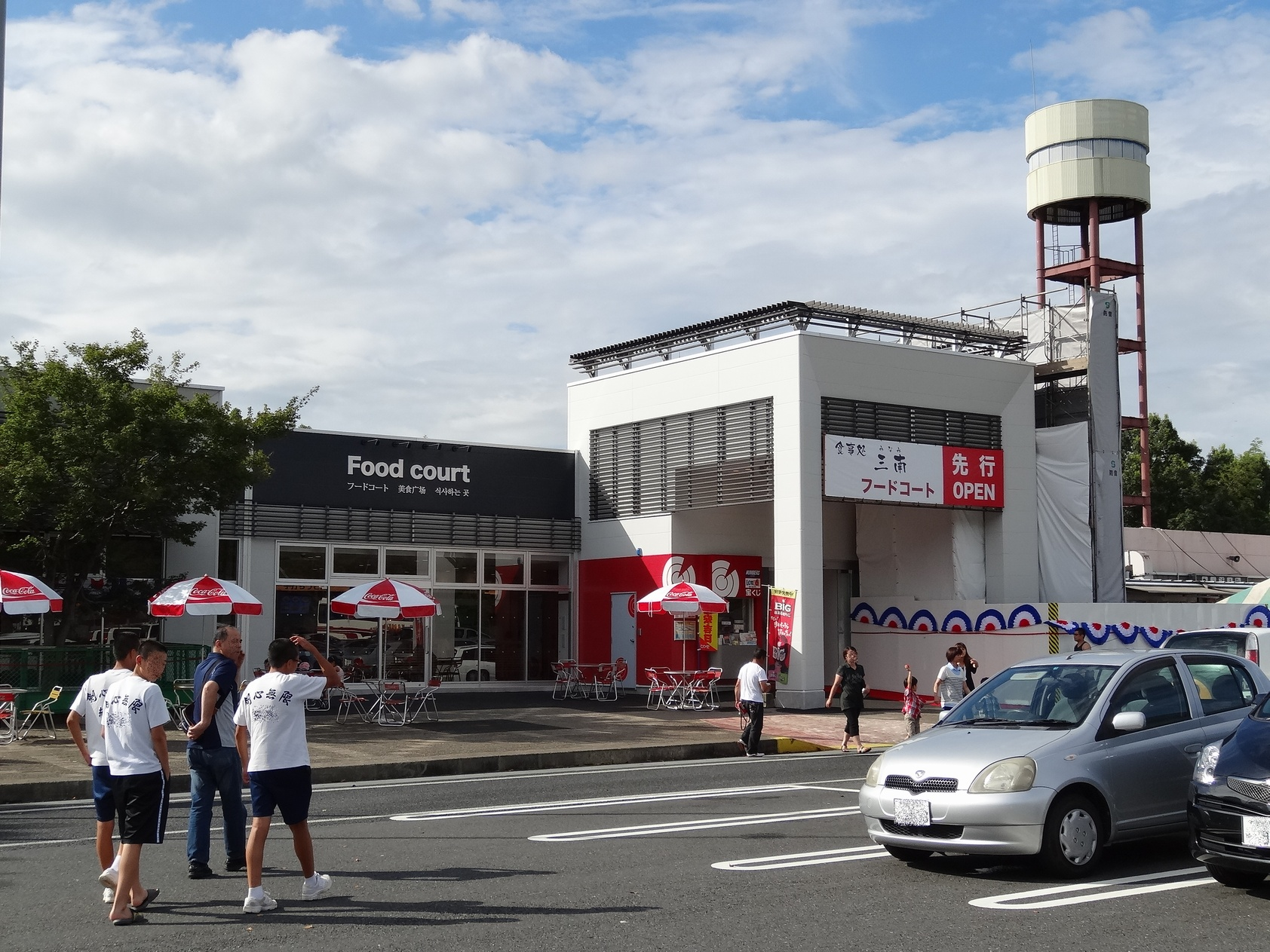
宮原SA

#### 高速道路
- 町内の最寄りのインターチェンジは、宇城氷川スマートIC・八代IC及び松橋IC。
- 九州自動車道
  - （宇城市） - (17-1/BS)宇城氷川SIC/小川BS - (SA)宮原SA - （八代市）

#### 一般国道
- 国道3号
- 国道443号

#### 県道
- 主要地方道
  - 熊本県道14号八代鏡宇土線
- 一般県道
  - 熊本県道155号小川八代線
  - 熊本県道255号竜北小川停車場線
  - 熊本県道256号鹿野赤迫線
  - 熊本県道338号八代不知火線

#### 道の駅
- 竜北

## 名所・旧跡・観光スポット・祭事・催事
- 野津古墳群
- 大野窟古墳
- 宮原三神宮 - 八代郡氷川町宮原492
- 三神宮秋季大祭
- 鹿島神社 - 八代郡氷川町鹿島773

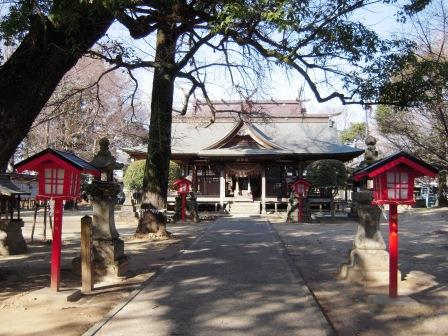
宮原三神宮

- 高塚熊野座神社 - 八代郡氷川町高塚971
- 立神峡里地公園
- 氷川町竜北歴史資料館
- 氷川まつり

## 氷川町出身の有名人
- 内田康哉（戦前、五代の内閣で外務大臣を務めた）
- 内田健三（政治評論家・政治ジャーナリスト）
- 蓑田胸喜（右翼思想家）
- 光永星郎（現電通創業者）
- 光永真三（電通2代目社長）
- 上田碩三（電通3代目社長）
- 平岡千代照(実業家・政治家・ペルー日系人協会会長)
- 秋山幸二[2]（福岡ソフトバンクホークス監督。元プロ野球選手）
- 片山リナ（ローカルタレント）
- 岩永三五郎（野津石工。種山石工の中心的人物）
- 橋本愛羅（元・096k熊本歌劇団メンバー）